# Peter Rosendal
Peter Rosendal (født 1976) er en jazzpianist, komponist og arrangør fra Danmark.

## Biografi
Peter Rosendal er født og opvokset i Silkeborg. Han er uddannet fra vestjysk Musikkonservatorium og Rytmisk Musikkonservatorium i København i henholdsvis 2001 og 2006. Han har udgivet 11 CD'er i eget navn,  senest albummet Vejviser (november 2023),  lavet i samarbejde med producer Mads B. B. Krog.

## Diskografi
- Vejviser - 2023 [5]
- Trickster - 2020 [6]
- Love For Snail - 2015 [7]
- Old Man's Kitchen – 2012 [8]
- Pica-Pau – 2010 [9]
- Tide – 2008 [10]
- Solo – 2007 [11]
- Rosendal/Earle/Templeton – 2005 [12]
- Jeg sang som fugl fra kviste – 2005 [13]
- Wondering – 2004 [14]
- Copenhagen Jazzhouse – 2003 [15]

## Priser m.v.
- Årets Jazzplade I jazzspecial 2021 med pladen Trickster.
- Vinder af årets danske Jazzudgivelse ved DMA 2008
- Vinder af DJBFAs Komponistpris ved DMA 2008
- Modtog Statens Kunstfonds 3-årige arbejdslegat 2007
- Modtog Léonie Sonnings Musikstipendium 2005
- Nomineret til årets nye navn 2004
- Vinder af årets folk album til DMA i 2003
- Vinder af årets folk album til DMA 2001

## Bands
- Old Man's Kitchen[16]
- Six City Stompers [17]
- Trio Mio[18]
- Cecilie Strange Quartet [19]
- Mads Mathias kvartet
- Rosalia De Souza Quarteto[20]